# 24e division d'infanterie (Allemagne)
Pour les articles homonymes, voir 24e division d'infanterie.
La  24e division d'infanterie est une des divisions d'infanterie de la Wehrmacht durant la Seconde Guerre mondiale.

## Théâtres d'opérations
- 1939
  - 1er septembre au 6 octobre 1939 : Campagne de Pologne
- 1942
  - Siège de Léningrad
    - Offensive de Siniavine